# Deschapelles
Deschapelles este o comună din arondismentul   , departamentul Artibonite, Haiti.